# 兼由
株式会社兼由（かねよし）は、北海道根室市の漁業、水産物加工メーカーである。

## 沿革
- 大正初期：濱屋漁業部を設立し、漁業経営
- 1962年（昭和37年）：落石水産株式会社へ組織変更
- 1989年（平成元年）：水産加工業に進出
- 1996年（平成8年）：三笠漁業株式会社設立
- 2002年（平成14年）：株式会社兼由へ社名変更